# ABS-3A
ABS-3A — геостационарный спутник связи, принадлежащий бермудскому спутниковому оператору, компании Asia Broadcast Satellite. Предназначен для предоставления телекоммуникационных услуг для Европы, Северной Америки, Южной Америки, Африки и Среднего Востока.
Первый спутник на геостационарной орбите, который не использует двигателей с химическим топливом, все орбитальные манёвры и корректировки будут осуществлять с помощью электрической (ионной) двигательной установки.
Располагается на орбитальной позиции 3° западной долготы.
Запущен 2 марта 2015 года ракетой-носителем Falcon 9 v1.1 вместе со спутником Eutelsat 115 West B.
Спутник достиг постоянной точки стояния и был введён в эксплуатацию 31 августа 2015 года, на месяц раньше, чем планировалось изначально.

## Аппарат
Построен на базе новейшей космической платформы Boeing 702SP американской компанией Boeing. Электроснабжение обеспечивают два крыла солнечных батарей и аккумуляторные батареи. Платформа использует полностью электрическую двигательную установку XIPS (Xenon Ion Propulsion System), рабочим телом для которой служит ксенон. Все орбитальные корректировки осуществляется с помощью этой установки, без использования химического ракетного топлива. Малый расход топлива двигательной установкой позволяет значительно снизить стартовый вес спутника, но низкие показатели тяги двигателей существенно увеличивают время выхода на рабочую орбиту. Специальная конструкция космической платформы позволяет запускать два спутника одновременно (один на другом) без дополнительных крепёжных элементов. Ожидаемый срок службы спутника — 15 лет. Стартовая масса спутника составляет 1954 кг.

### Транспондеры
На спутник установлены 24 активных транспондера Ku-диапазона емкостью 72 МГц, переключаемые между четырьмя лучами, и 24 активных транспондера C-диапазона емкостью 72 МГц, переключаемые между тремя лучами.

### Покрытие
Спутник ABS-3A будет обеспечивать широкий спектр телекоммуникационных услуг потребителям стран Европы, Северной Америки, Южной Америки, Африки и Среднего Востока.

## Запуск
Пятый запуск коммерческого спутника на геопереходную орбиту для компании SpaceX.
Запуск спутника ABS-3A состоялся в 03:50 UTC 2 марта 2015 года ракетой-носителем Falcon 9 v1.1 со стартового комплекса SLC-40 на мысе Канаверал в паре с подобным спутником Eutelsat 115 West B. Спустя 30 минут после запуска спутник был выведен на суперсинхронную геопереходную орбиту с показателями 410 × 63 950 км, наклонение 24,8°.
После запуска было объявлено, что спутники были выведены на более удачную траекторию чем ожидалось, что позволит им достичь рабочих орбит как минимум на месяц раньше планируемого срока.

## Галерея

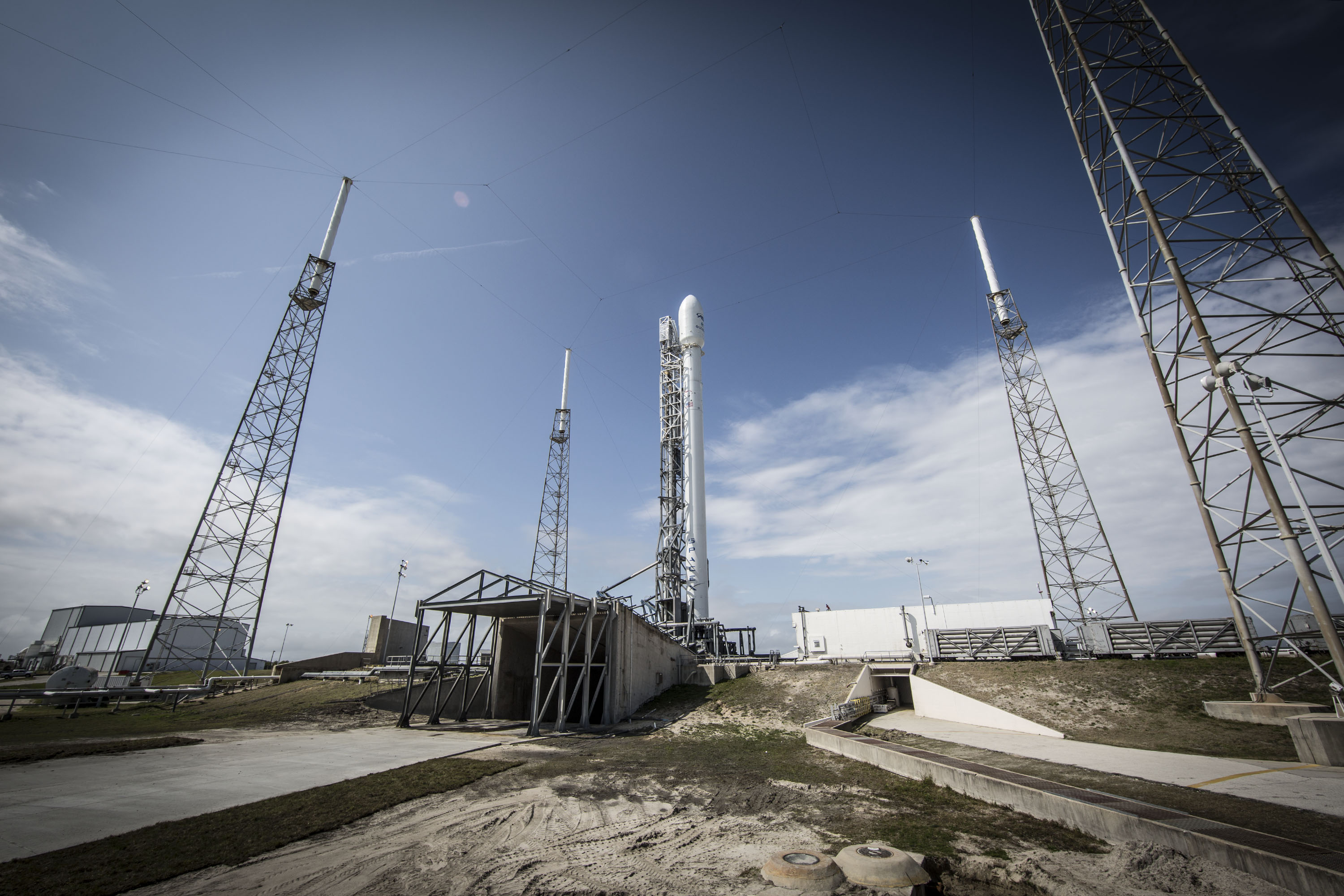
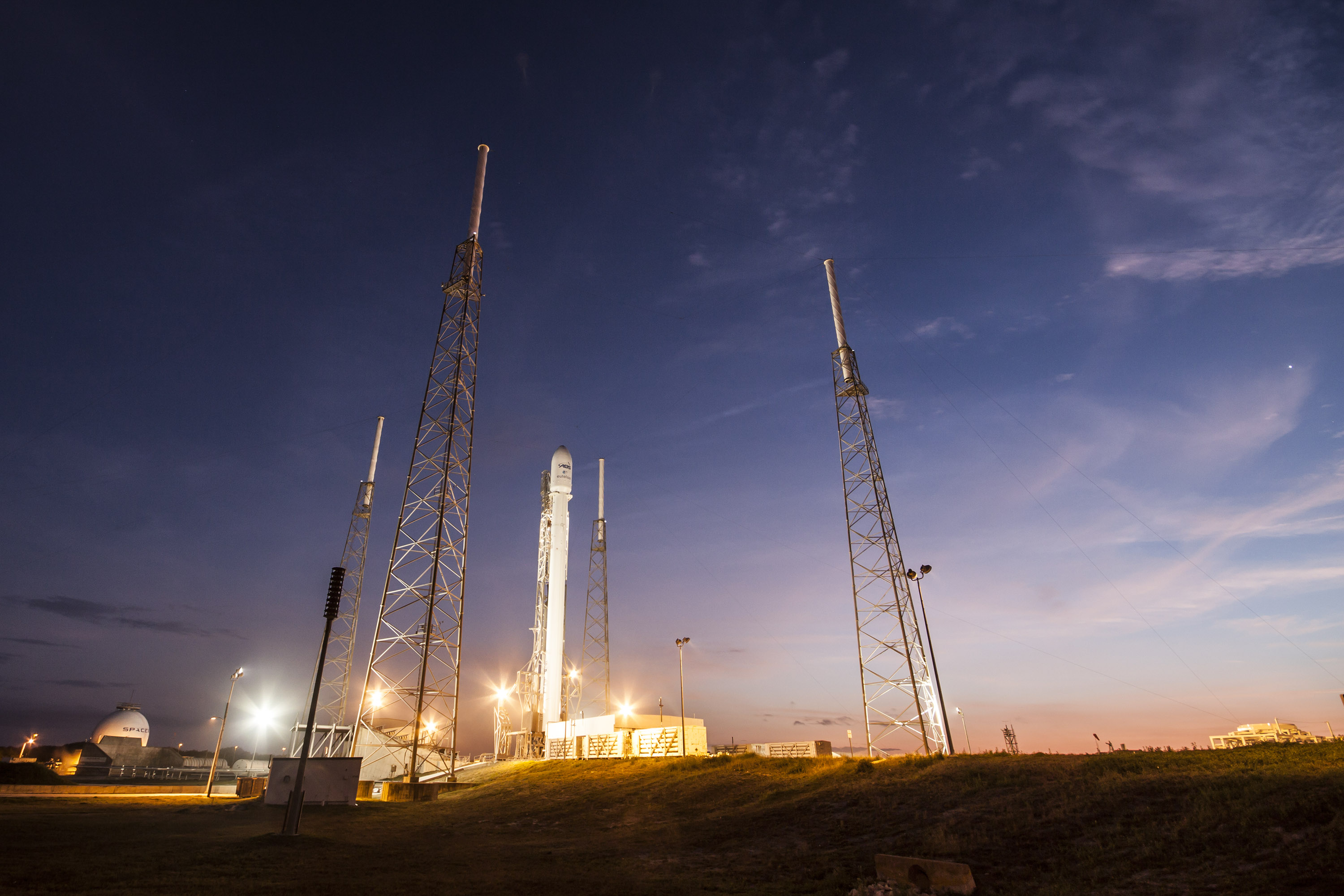
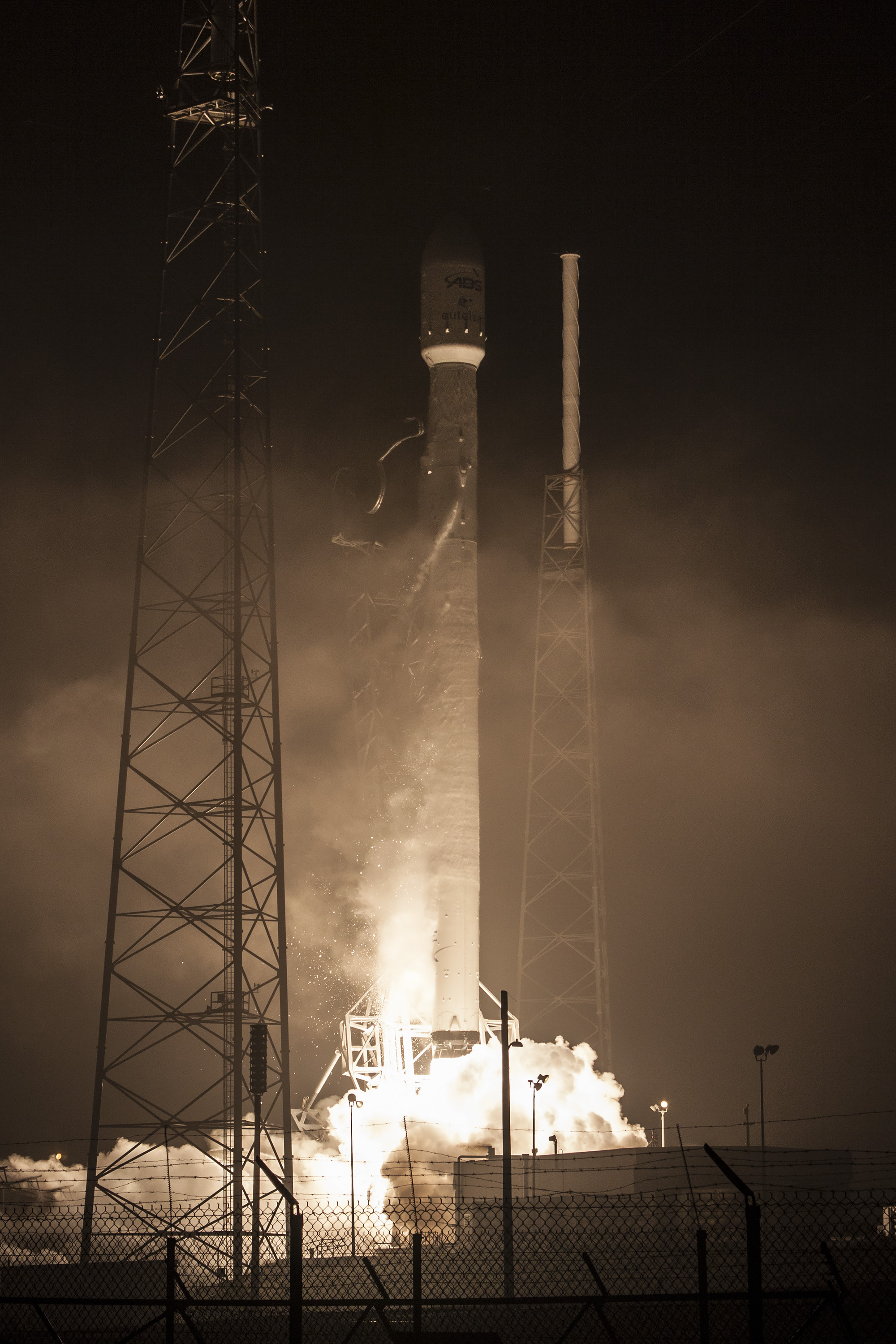
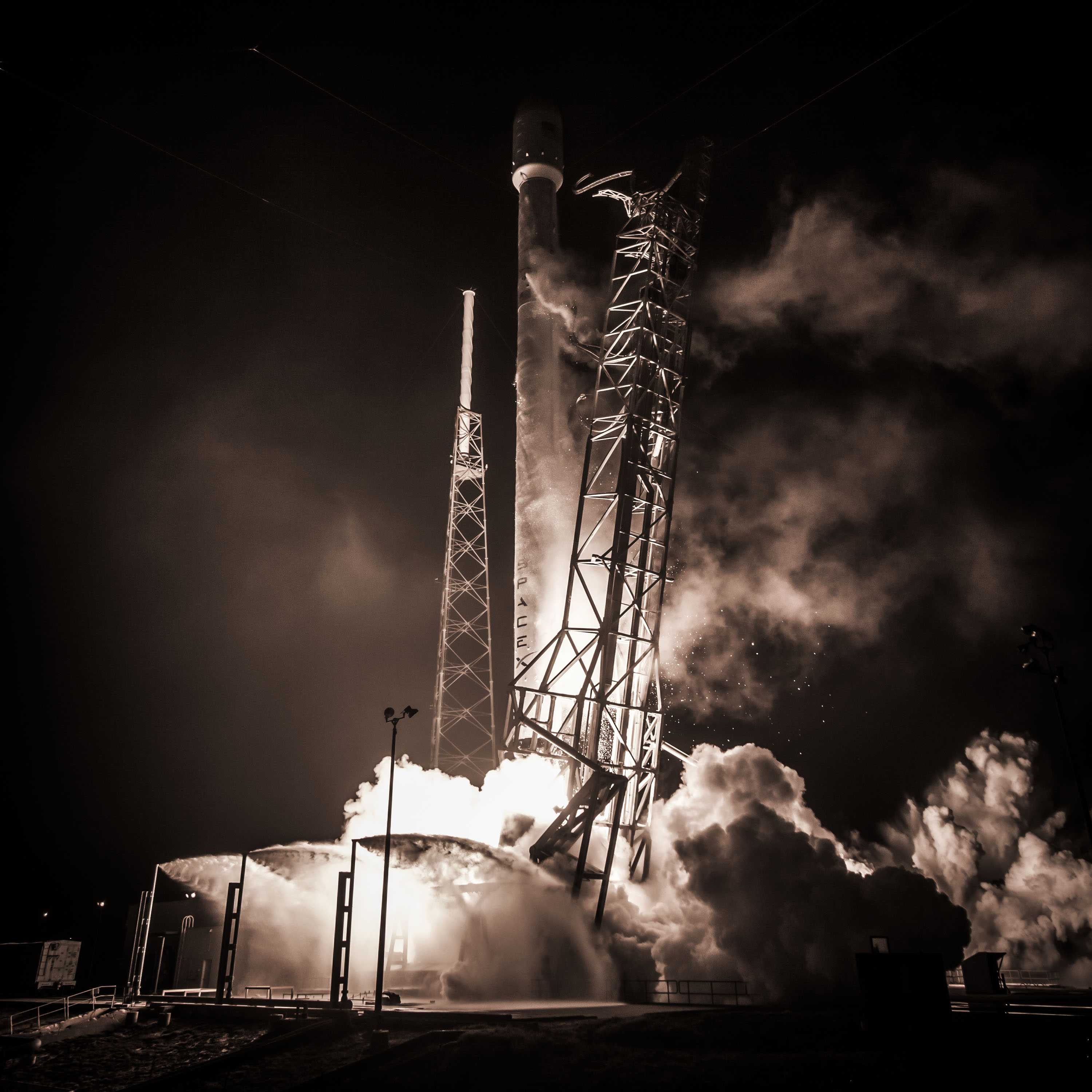
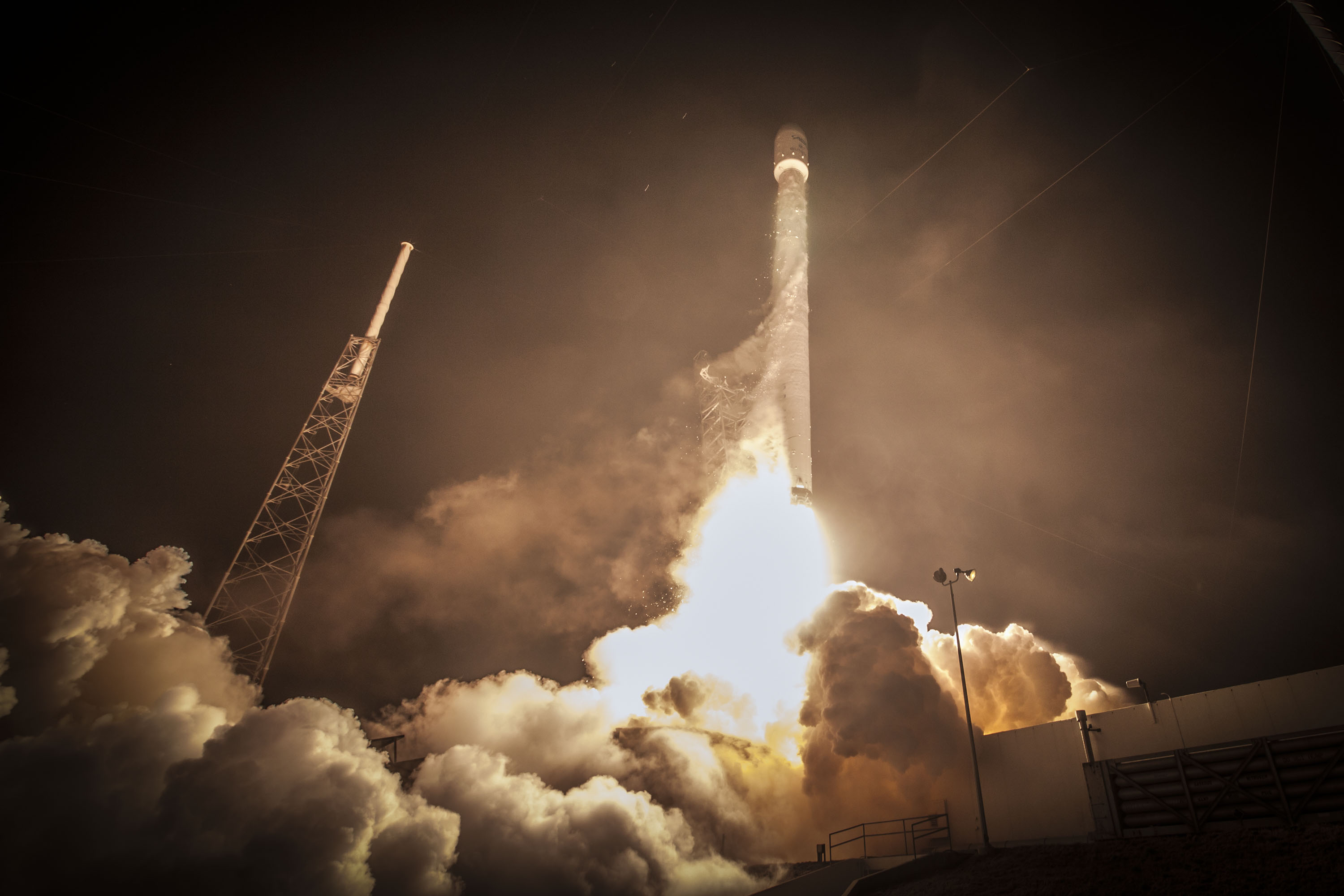
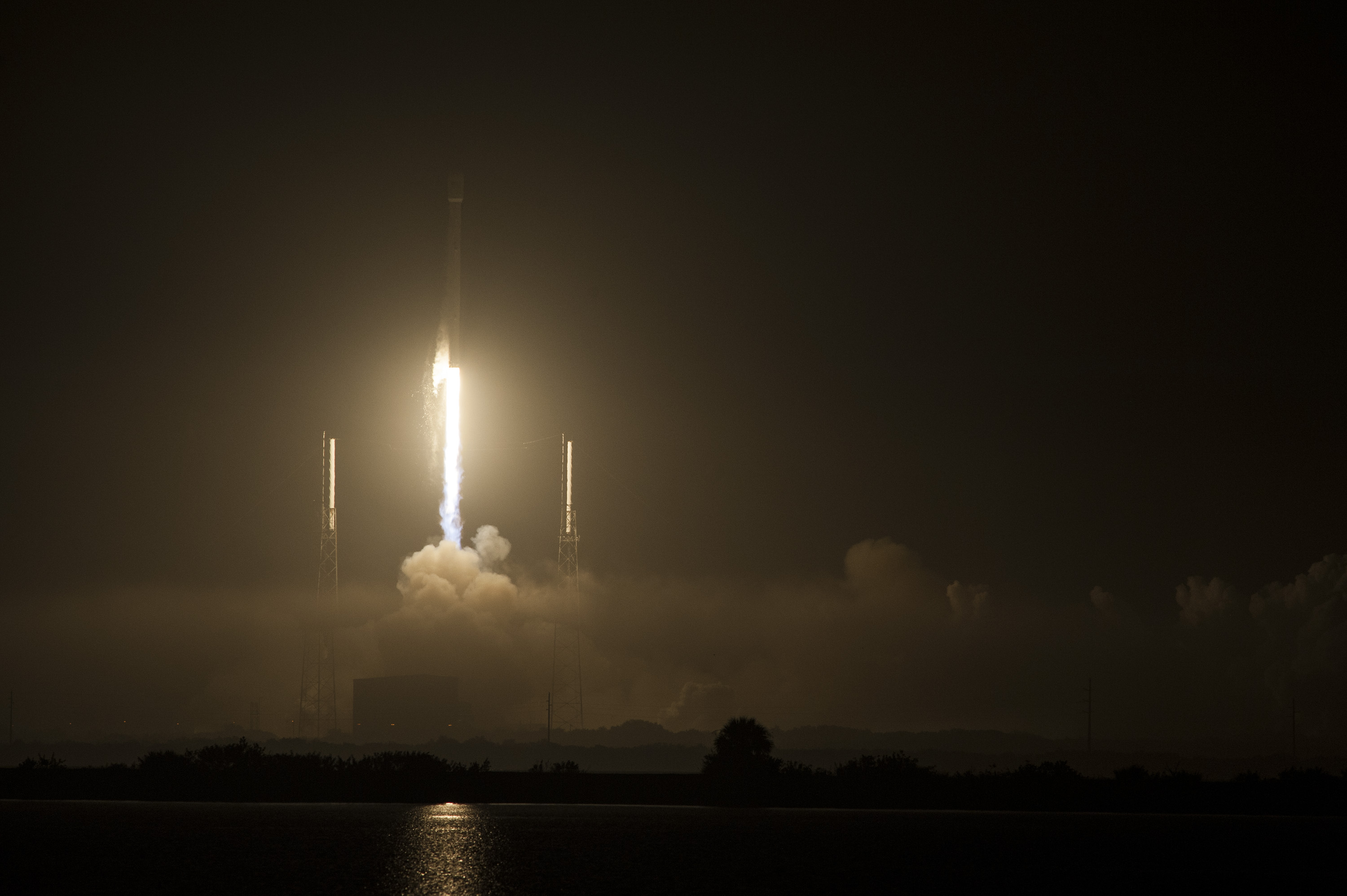
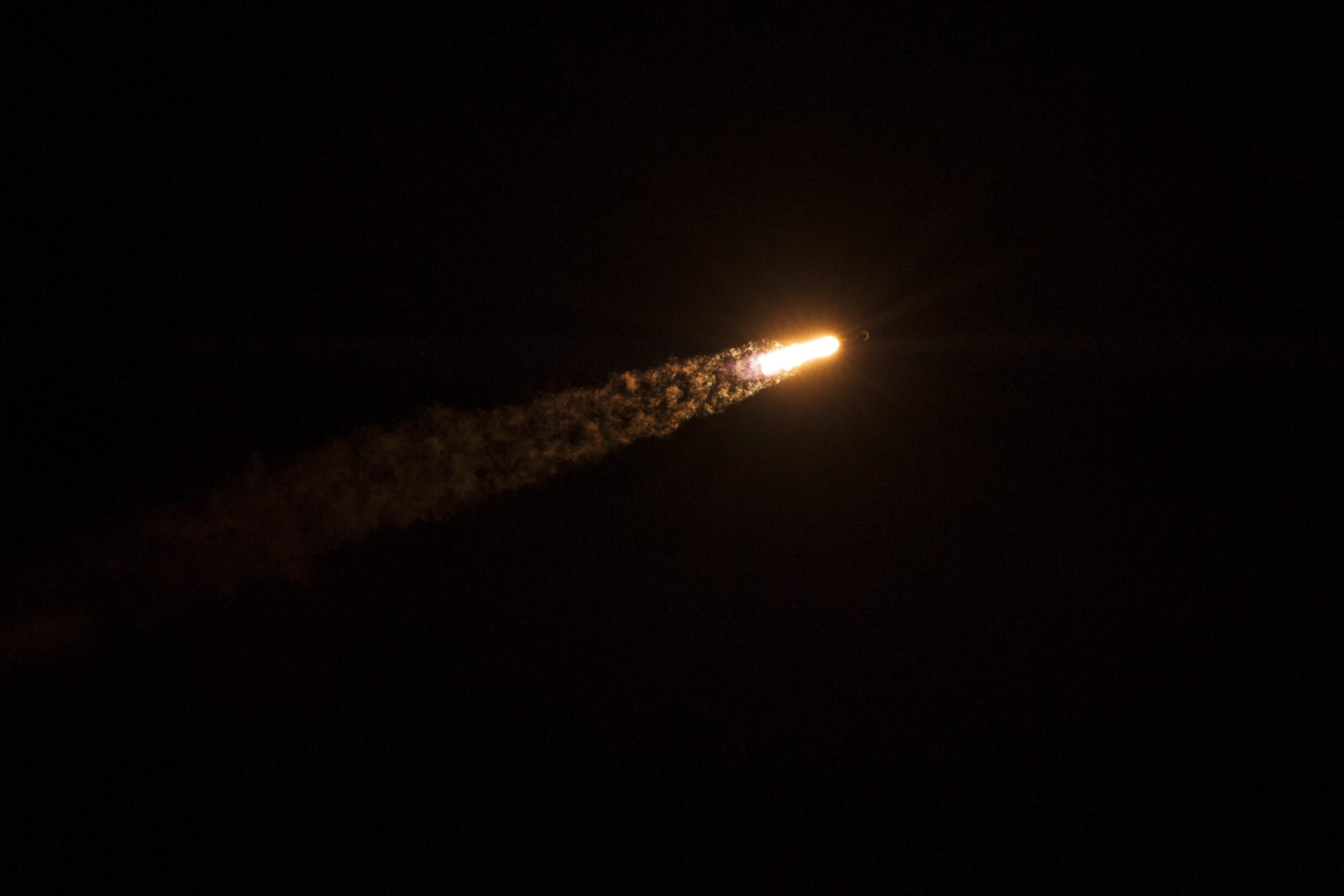
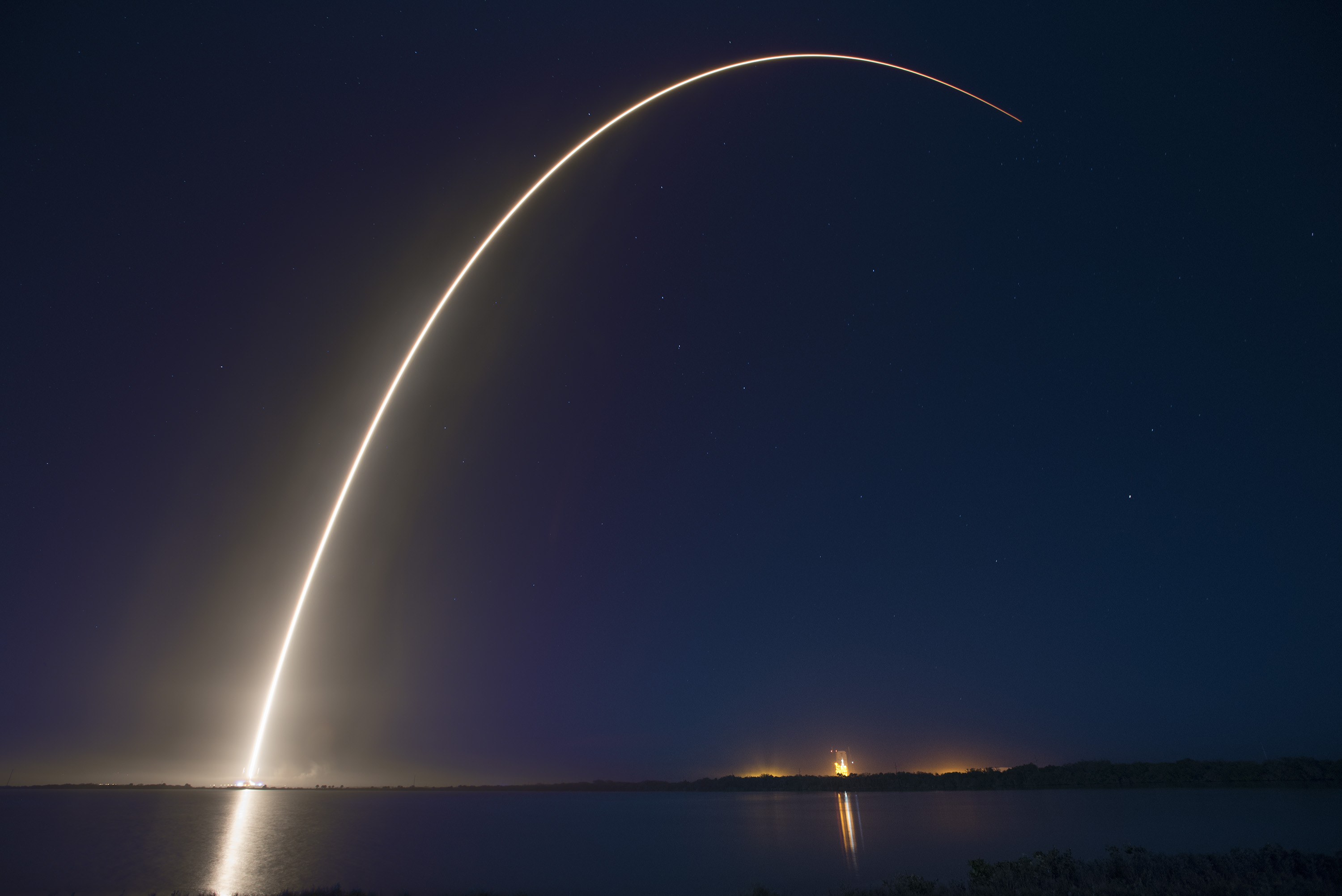
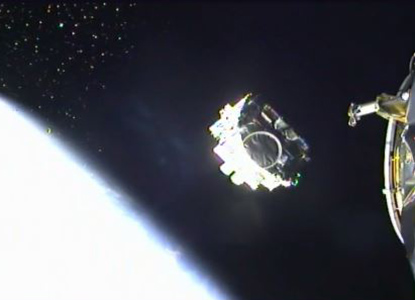